# Minto (New Brunswick)
Minto ist ein Dorf in der kanadischen Provinz New Brunswick.

## Geografie
Minto liegt teilweise im Queens County sowie teilweise im Sunbury County nahe der nördlichen Spitze des Grand Lake. Rund 45 Kilometer südwestlich befindet sich New Brunswicks Provinzhauptstadt Fredericton. Moncton im Osten ist rund 100 Kilometer entfernt.

## Historie

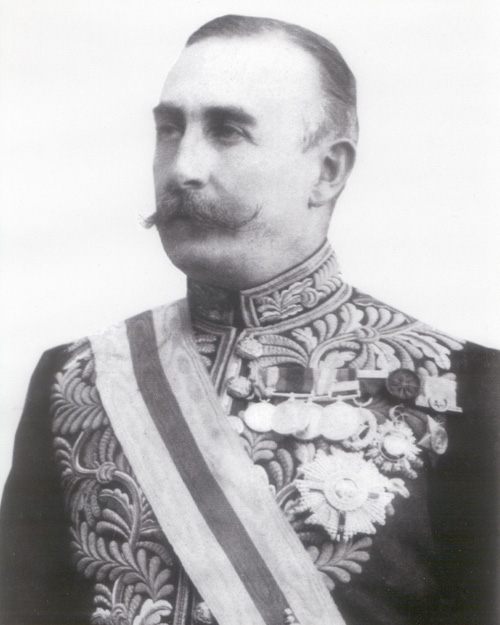
Gilbert Elliot-Murray-Kynynmound, 4. Earl of Minto (um 1910)

Der Ort hieß zunächst Northfield, nahm jedoch im Jahr 1904 zu Ehren von Gilbert Elliot-Murray-Kynynmound, 4. Earl of Minto den Namen Minto an.  Lebensgrundlage der Einwohner war der Kohlebergbau, da in der Gegend ein umfangreiches Kohlevorkommen existiert. Die Kohle wurde dabei im Tagebau (open-pit mining) gefördert. Auch Eisenbahnverbindungen der New Brunswick Coal and Railway bzw. Fredericton and Grand Lake Coal and Railway führten nach Minto. Aufgrund der andauernden starken Nachfrage nach Kohle überstand die Bevölkerung auch die Weltwirtschaftskrise (Great Depression) ohne Probleme. Ein tragisches Unglück in einer Kohlegrube im Jahr 1932 forderte fünf Menschenleben. An die Opfer erinnert ein Gedenkstein. Das staatliche Energieversorgungsunternehmen der Provinz New Brunswick, NB Power nahm im Jahr 1931 ein mit lokaler Kohle gefeuertes Kraftwerk, die Grand Lake Generating Station in Betrieb. Weitere Kraftwerke von NB Power, wie die Wirbelschichtanlage in Chatham oder die Belledune Generating Station wurden zeitweise ebenfalls mit Minto-Kohle betrieben. Nachdem die Kohleminen 2010 jedoch geschlossen wurden,  stellten auch einige Kohlekraftwerke den Betrieb ein.
Obwohl die Kohleförderung heute nicht mehr betrieben wird, findet alljährlich weiterhin das traditionelle Minto Coal Mining Festival statt.  Der Ort engagiert sich nun zunehmend auch mit touristischen Angeboten.
Als während des Zweiten Weltkrieges die Internierung von Japanern und japanischstämmigen Kanadiern erfolgte, war die Gemeinde einer der Orte die dafür ausgewählt wurden.

## Bevölkerung
Minto hat 2305 Einwohner (Stand: 2016), und die Bevölkerungsdichte beträgt 72,8 Einwohner je Quadratkilometer.
2006 betrug die Einwohnerzahl 2681 und ist bis zum Jahr 2011 auf 2505 gesunken.

## Galerie

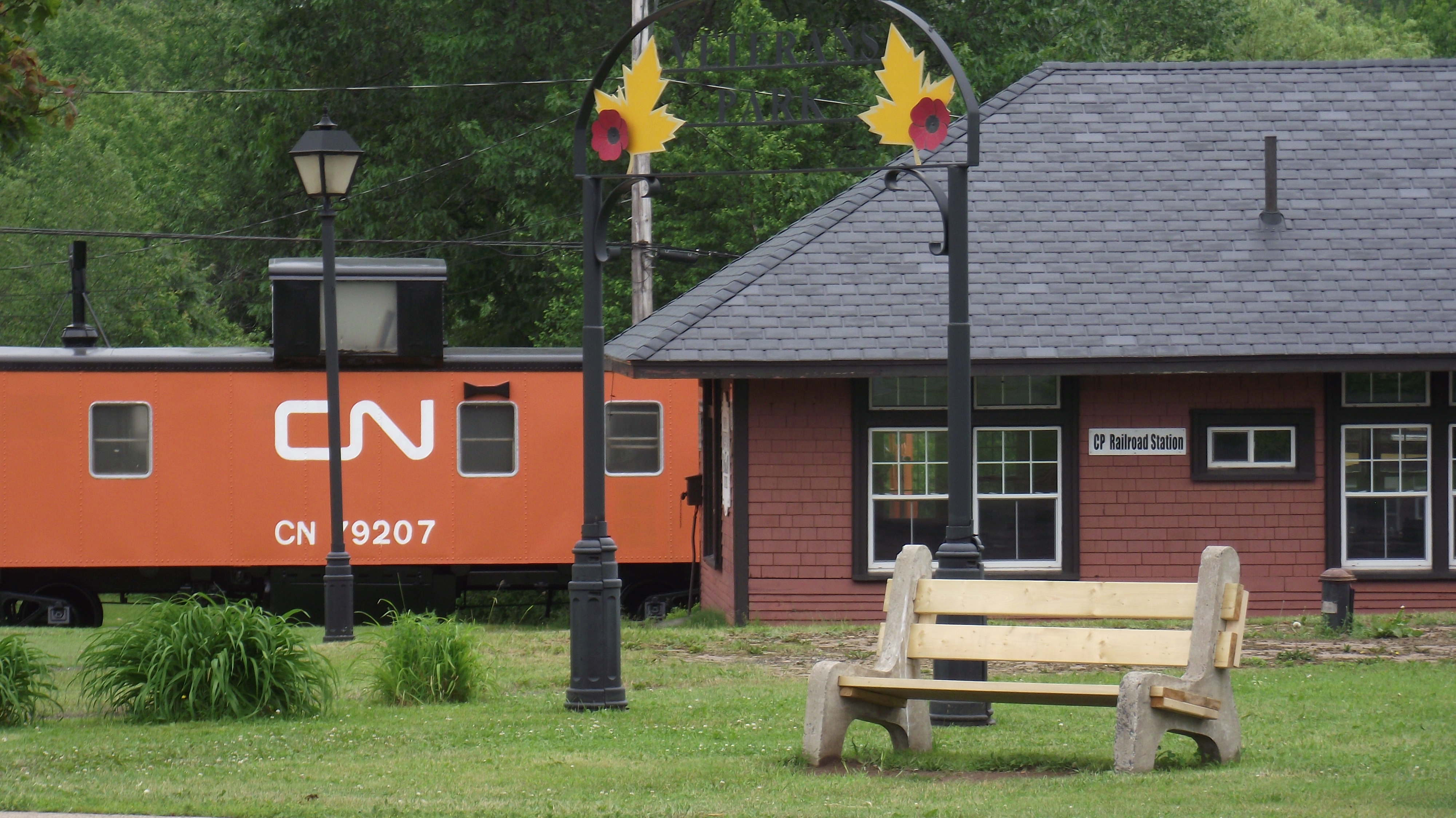
Minto Museum and Veterans Park, 2013
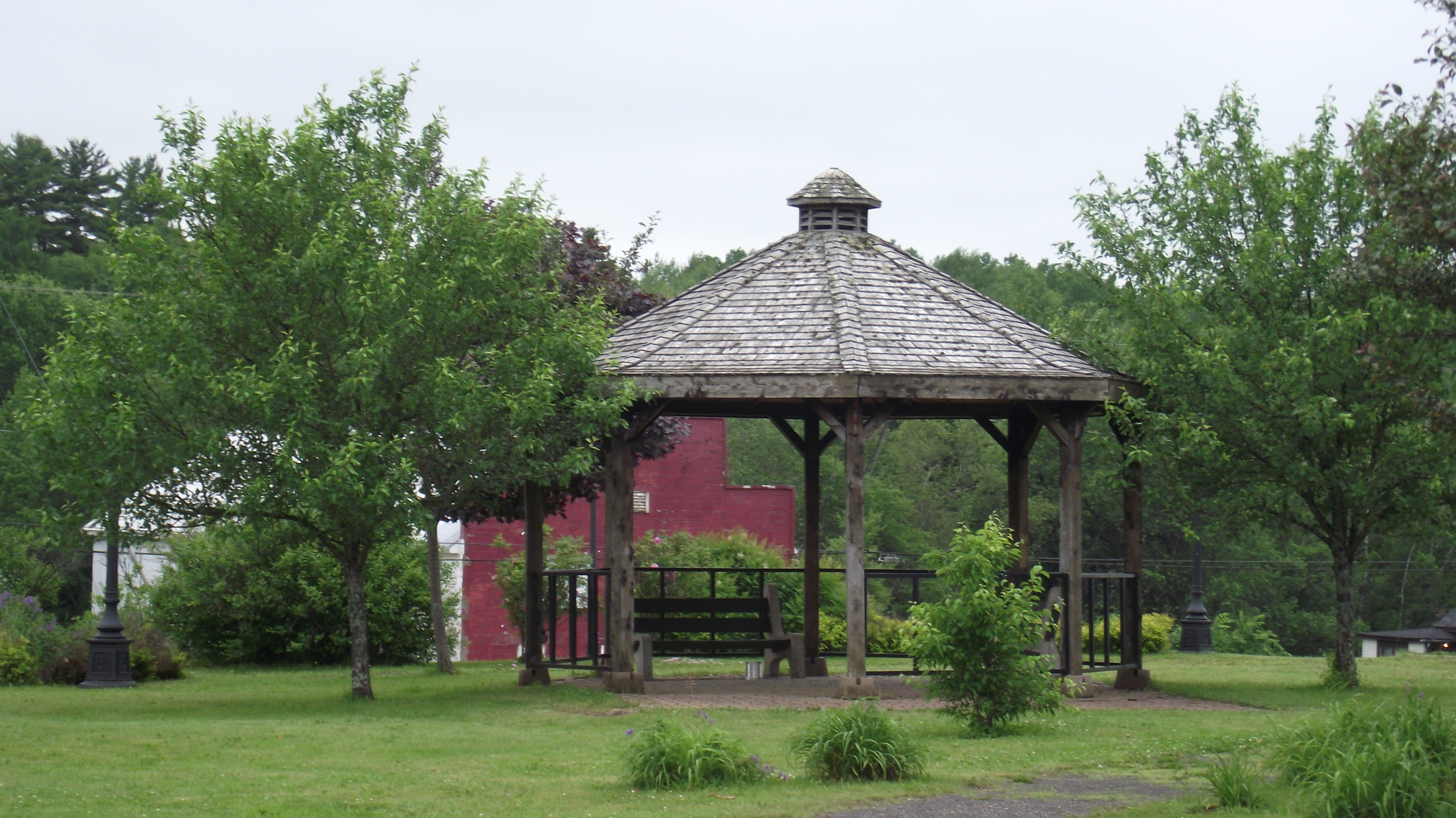
Minto Gazebo im Veterans Park, 2013
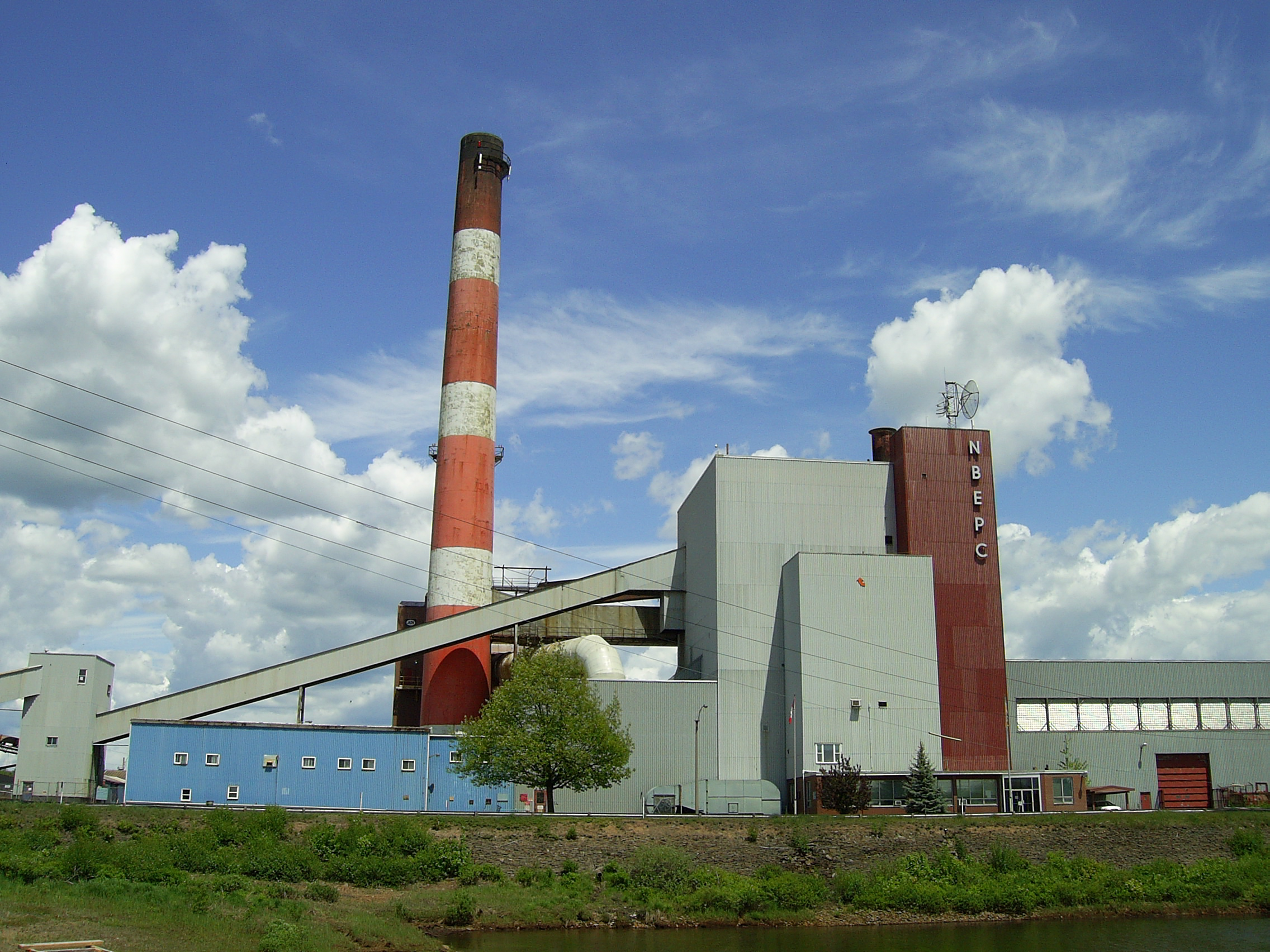
The Grand Lake Generating Station, 2010
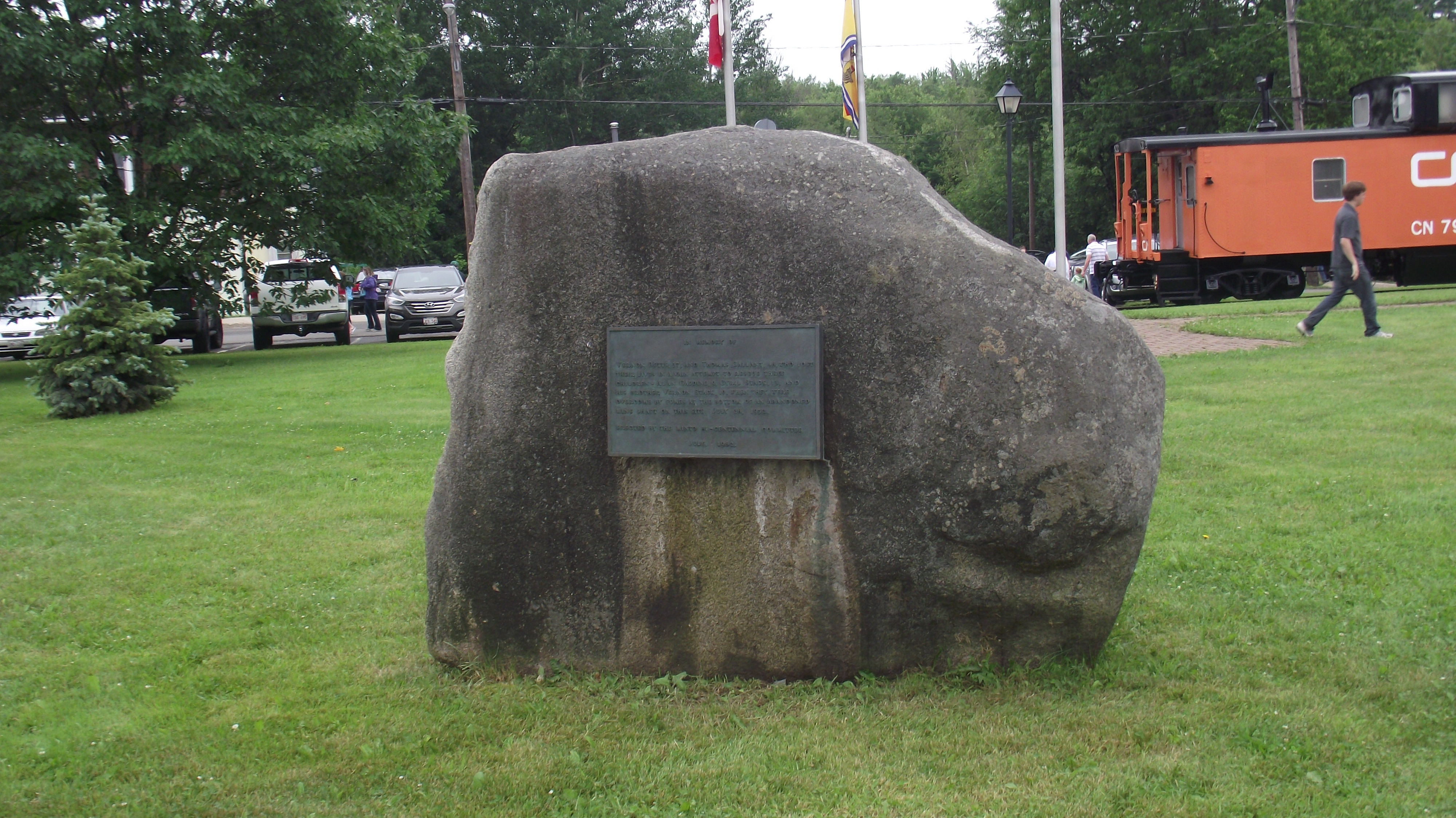
Gedenkstein für die Opfer des Grubenunglücks
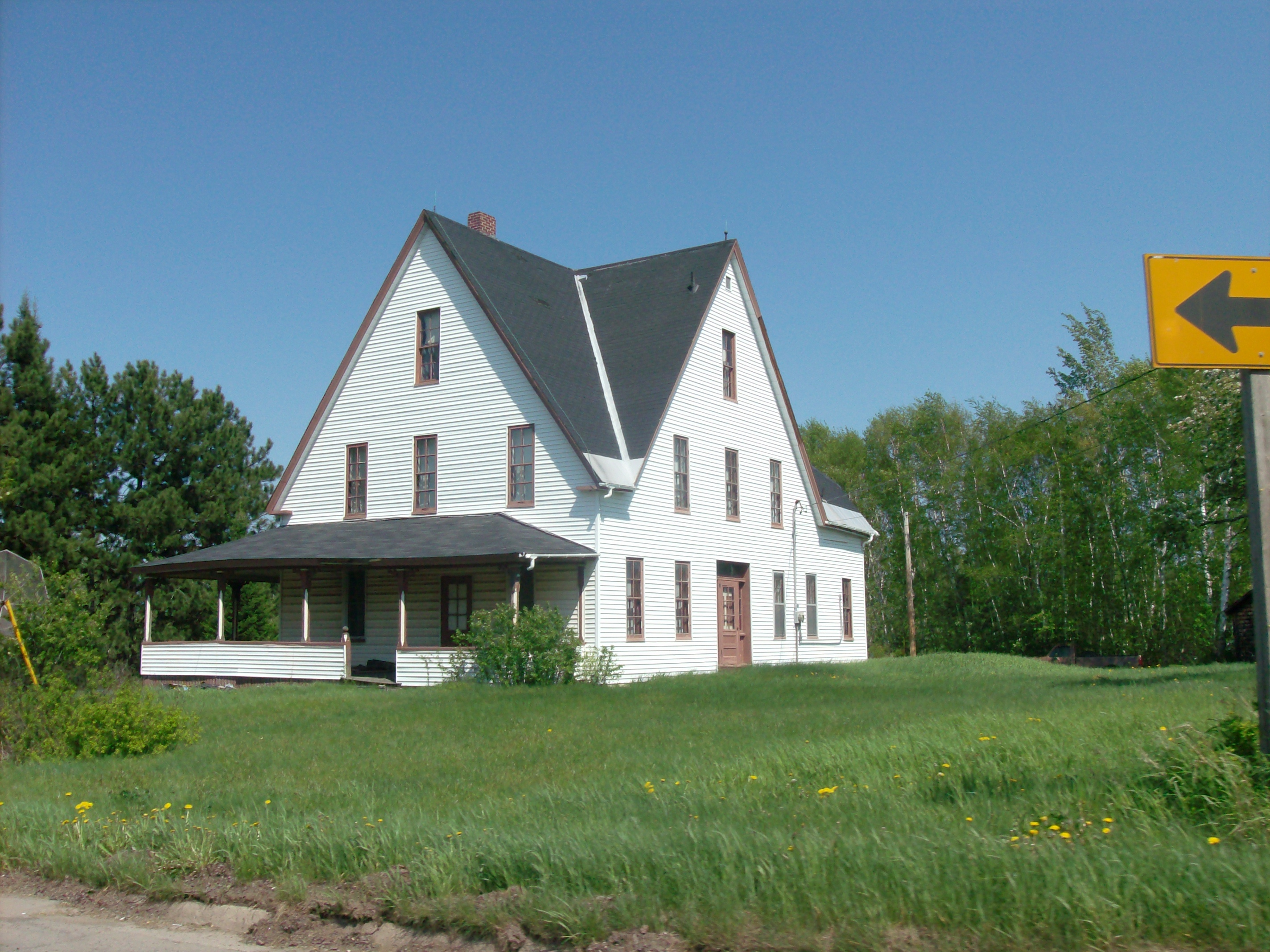
Yeamans House
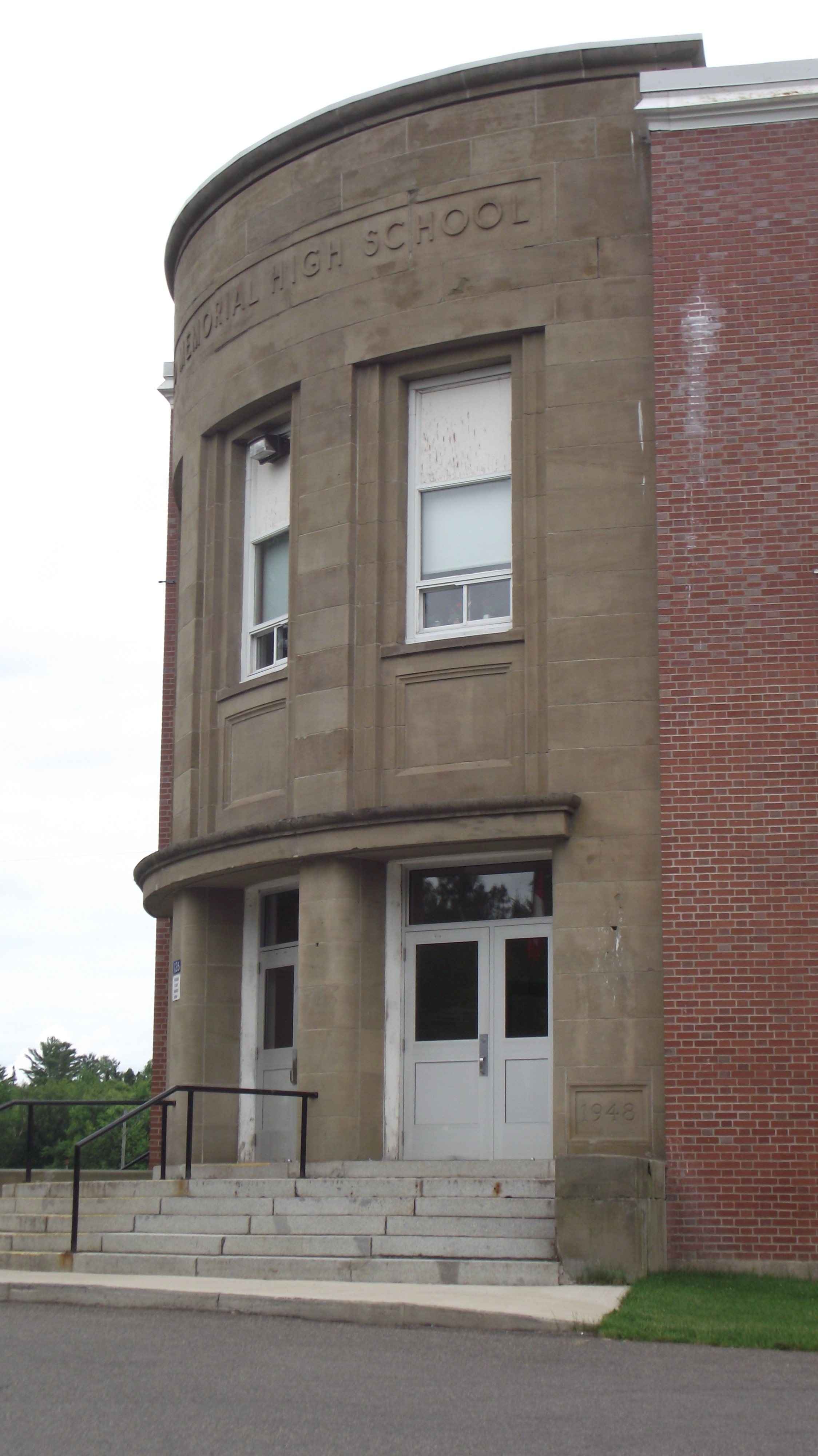
Minto Memorial High School

Das Yeamans House wurde in die List of historic places in Sunbury County, New Brunswick aufgenommen.